# Concilio di Capua
Il concilio di Capua fu una riunione di vescovi ed ecclesiastici cristiani che si radunò a Capua nell'inverno tra il 391 e il 392, convocata da papa Siricio per affrontare due questioni: la ricomposizione dello scisma della chiesa di Antiochia, la cui sede vescovile era contesa da Flaviano ed Evagrio; la discussione sulla dottrina di Bonoso di Sardica ed Elvidio.

## Fonti
Scarse sono le fonti coeve che testimoniano dell'esistenza di questo concilio. Karl Josef von Hefele, nella sua Conciliengeschichte, accenna a tre documenti:
- la lettera 56 di Ambrogio da Milano a Teofilo di Alessandria, che contiene il resoconto delle decisioni conciliari sullo scisma di Antiochia;[1]
- una lettera, attribuita a papa Siricio, ma che appartiene all'epistolario di Ambrogio, dove si affronta il caso di Bonoso e della sua teologia;[2]
- una raccolta canonistica nota con il nome di Codex canonum ecclesiae africanae, nella quale, al nº 48 si fa menzione di alcune delle decisioni prese dal concilio di Capua.[3]

## Decisioni conciliari
Secondo il Codex canonum ecclesiae africanae, il concilio celebrato a Capua fu un concilio plenario dei vescovi d'Occidente. La mancanza di fonti non permette tuttavia di stabilire né quanti né quali vescovi vi presero parte.
L'obiettivo di ricomporre lo scisma di Antiochia fallì. Infatti la sede era occupata da due vescovi: Evagrio, dal 388 successore di Paolino, vescovo eustasiano; e Flaviano, successore di Melezio. Secondo la testimonianza di Ambrogio, Flaviano era stato invitato dall'imperatore Teodosio I a recarsi personalmente a Capua, ma il vescovo si rifiutò a causa dei rigori invernali. Il concilio, non potendo ascoltare nessuna delle parti coinvolte e non avendo lo ius cognitionis necessario per giudicare l'affare, differì la sentenza ed affidò a Teofilo di Alessandria l'incarico di indagare. Ambrogio dovette constatare che i tentativi conciliari di risolvere lo scisma furono vani.
Il concilio affrontò poi la questione delle dottrine sostenute da Bonoso e Elvidio, i quali negavano la verginità perpetua di Maria, sostenendo che quando si parlava di fratelli di Gesù essi lo erano nel vero senso della parola. Il concilio riaffermò la dottrina della verginità di Maria, ma affidò il compito di fare un'inchiesta sugli errori teologici di Bonoso e di condannarli ai vescovi della Macedonia, sotto la presidenza del metropolita Anicio di Tessalonica; null'altro si conosce di questo problema.
Il concilio approvò inoltre una serie di canoni di carattere disciplinare; l'unico conosciuto è quello riportato dal Codex canonum ecclesiae africanae, secondo il quale il concilio vietò di amministrare due volte alla stessa persona il battesimo, di consacrare con il sacramento dell'ordine due volte lo stesso chierico, e vietò il trasferimento dei vescovi da una sede episcopale ad un'altra.